# Jorge Cazulo
Jorge Luis Cazulo (Maldonado, 14 febbraio 1982) è un ex calciatore uruguaiano naturalizzato peruviano, di ruolo centrocampista.

## Carriera

### Club
Ha giocato nel campionato peruviano e uruguaiano.